# 黑尔根罗特
黑尔根罗特是德国莱茵兰-普法尔茨州的一个市镇。总面积1.89平方公里，总人口429人，其中男性207人，女性222人（2011年12月31日），人口密度227人/平方公里。